# Öndörkhaan
Öndörkhaan, também escrito Undur Khan, é uma cidade da Mongólia, e capital da província de Hentiy. A cidade está localizada a 290 km a leste de Ulaanbaatar. Tem uma população estimada em 15,000 em 2008.
Öndörkhaan possui um clima semi-árido ( Köppen BSk) com invernos rigorosos e verões quentes. Na economia sua principal atividade é a mineração de carvão